# Great Yeldham
Great Yeldham är en ort och civil parish i Braintree i Storbritannien. Den ligger i grevskapet Essex och riksdelen England, i den sydöstra delen av landet, 70 km nordost om huvudstaden London. Great Yeldham ligger 55 meter över havet och antalet invånare är 1 637.
Terrängen runt Great Yeldham är platt. Runt Great Yeldham är det ganska tätbefolkat, med 222 invånare per kvadratkilometer. Närmaste större samhälle är Braintree, 15,0 km söder om Great Yeldham. Trakten runt Great Yeldham består till största delen av jordbruksmark.